# 威斯特摩兰 (加利福尼亚州)
威斯特摩兰（英語：Westmorland），是美国加利福尼亚州因皮里尔县下属的一座城市。建市于1934年6月30日，面积大约为0.59平方英里（1.5平方公里）。根据2010年美国人口普查，该市有人口2,225人。